# Red Lipstick
"Red Lipstick" é uma canção da cantora barbadense Rihanna, gravada para o seu sexto álbum de estúdio Talk That Talk. Foi composta pela própria com o auxílio de Terius Nash, James Hetfield, Lars Ulrich, William Kennard, Saul Milton, sendo que a produção esteve a cargo dos dois últimos sob o nome artístico Chase & Status. A sua gravação decorreu em 2011 no Fasthalle Venue Dressing Room, em Frankfurt, e no hotel The Park Hyatt, em Hamburgo, ambos localizados na Alemanha. Mesmo sem ter sido lançada como single, devido às descargas digitais posteriores ao lançamento do disco, conseguiu entrar na tabela musical Gaon International Chart da Coreia do Sul e UK Singles Chart do Reino Unido.
Musicalmente, deriva do género dubstep, sendo que o seu arranjo foi concebido através dos vocais, da guitarra e do uso de sintetizadores. A letra retrata a cantora a assumir um papel de dominatrix durante uma relação sexual, além de debater assuntos como as drogas e a pressão de ser uma celebridade. Os críticos fizeram maioritariamente críticas positivas, prezando a sua sonoridade e estrutura, além de comparações a trabalhos de outros artistas. Os analistas notaram semelhanças entre "Red Lipstick" e registos da banda Metallica e da cantora britânica Katy B. Além disso, o tema também foi comparado a faixas presentes em Rated R, quarto disco de Rihanna, devido aos acordes pesados e obscuros de bateria.

## Antecedentes e desenvolvimento
Após o lançamento e aclamação do álbum anterior de Rihanna, Loud, a cantora revelou através da rede social Twitter que este seria relançado com novas músicas no outono de 2011, escrevendo que "a era Loud continuaria com novas canções para adicionar à coleção". Em setembro de 2011, a artista afirmou que os planos para o relançamento tinham sido cancelados, completando que o disco "tem o seu próprio corpo de trabalho, e como fizeram um enorme esforço merecem algo novo".
Em agosto de 2011, durante uma entrevista com a Mixtape Daily, o produtor Verse Simmonds pertencente à dupla The Juggernauts, que escreveram e produziram "Man Down", revelou que a cantora estava em fase de conclusão do seu sexto disco de originais. O duo também confirmou que tinha elaborado outros dois temas que poderiam ser incluídos no projeto, além de estarem interessados em escrever um terceiro devido à "excitação" provocada pelo facto da artista ter gostado do seu trabalho. A 15 de setembro de 2011, Rihanna em resposta a um fã através do seu perfil no Twitter, confirmou que as sessões de gravação estavam a decorrer e confidenciou que o álbum seria lançado no outono (hemisfério norte).

## Estilo musical
"Red Lipstick" é uma canção de tempo moderado com elementos de estilo dubstep, incorporando demonstrações de "Wherever I May Roam" da banda norte-americana Metallica. Foi escrita por Terius Nash, Rihanna, James Hetfield, Lars Ulrich, Will Kennard, Saul Milton, sendo que a produção esteve a cargo destes dois últimos sob o nome artístico em dupla Chase & Status. A sua gravação, realizada por Kuk Harrell e Marcos Tovar, decorreu em 2011 no Fasthalle Venue Dressing Room, em Frankfurt e The Park Hyatt Hotel, em Hamburgo, ambos localizados na Alemanha. Inicialmente, foi divulgada na Internet uma demo intitulada "Saxon", no entanto, o nome foi alterado para o atual, juntamente com a divulgação de que apresentava interpolações de um tema de Chase & Status com o mesmo título. Jennifer Rosales foi creditada como assistente de Harrell e Tovar, Kevin "KD" Davis ficou encarregue da mistura no estúdio The Boom Boom Room, em Los Angeles, na Califórnia, por sua vez, assistido por Calvin Bailiff.

## Composição e receção pela crítica

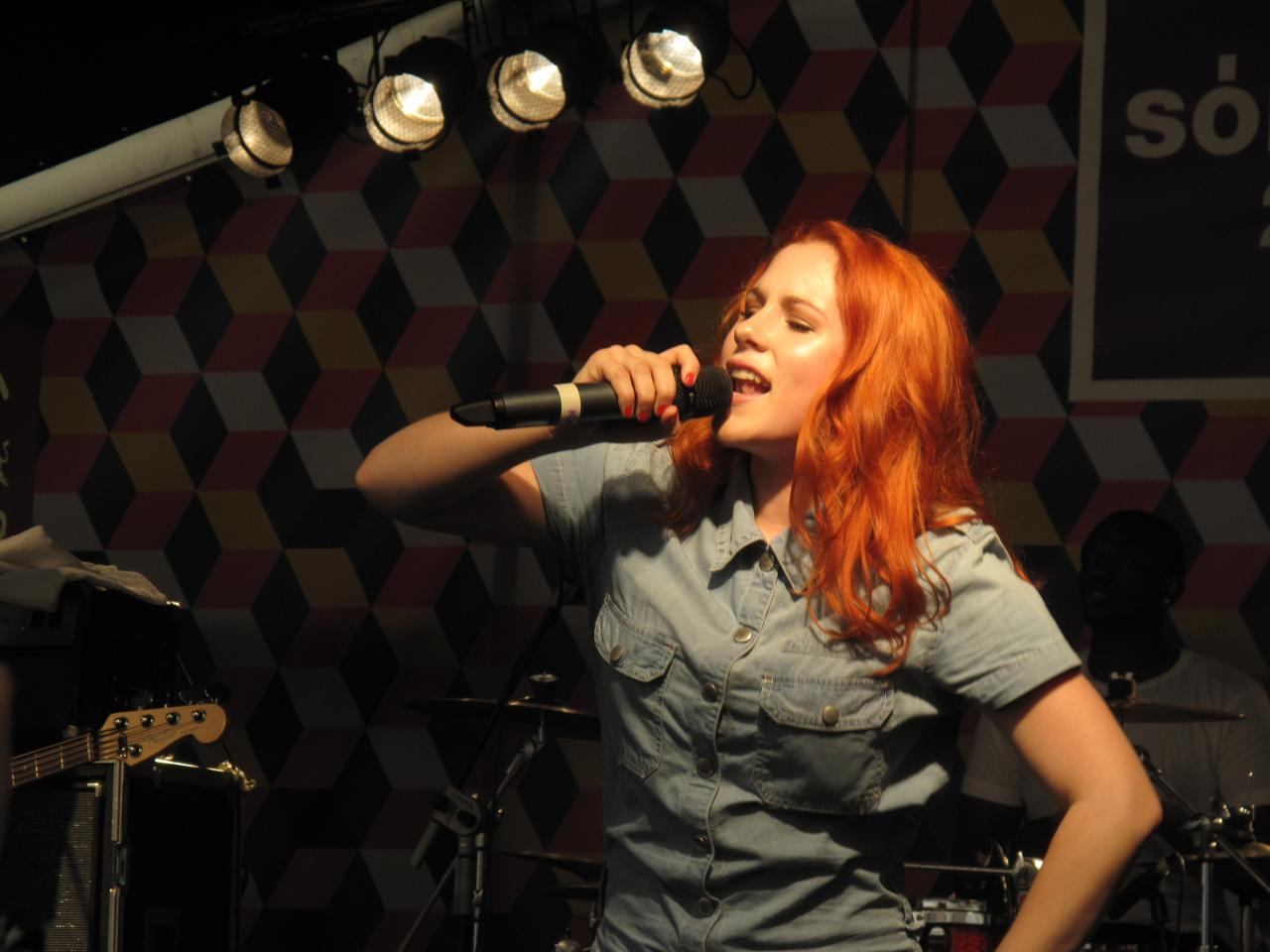
A canção recebeu comparações a trabalhos da artista britânica Katy B.

Anteriormente ao lançamento dos créditos do disco, Andrew Unterberger do sítio Popdust já tinha reparado em semelhanças com a obra de 1991 de Metallica, observando que a melodia abre com sintetizadores e uma progressão de acordes idênticos aos de "Wherever I May Roam". Segundo os críticos, "Red Lipstick" é uma das faixas em Talk That Talk com letras mais sugestivas, como na passagem "Fá-lo aqui mesmo enquanto todo o mundo assiste". Musicalmente, a canção é interpretada com um tom agressivo, enquanto que liricamente, fala sobre drogas e a pressão de ser uma celebridade, ponderando o pensamento de que "a nossa privacidade termina onde começa a da outra pessoa".
Michael Cragg do jornal britânico The Guardian escreveu que a obra era reminiscente da sonoridade presente no álbum da cantora de 2009, Rated R, comparando especificamente a "G4L" e "Wait Your Turn". T'cha Dunlevy do diário The Gazette relacionou a música com uma pertencente a Lady Gaga, "LoveGame", considerando que Rihanna desperta o seu lado mais sensual durante a faixa. Priya Elan da revista NME considerou que "Red Lipstick" parecia uma das canções descartadas de um disco de Katy B, uma artista inglesa com influências musicais no dubstep, R&B e house.

## Desempenho nas tabelas musicais
Após o lançamento de Talk That Talk, "Red Lipstick" atingiu a 85.ª posição como melhor na Gaon International Chart da Coreia do Sul, com vendas superiores a 6 mil unidades. Também entrou na UK Singles Chart no 122.º lugar a 3 de dezembro de 2011, devido ao número de descargas digitais, e ainda conseguiu chegar à 34.ª posição na tabela musical do género R&B do Reino Unido.

### Posições
| Tabela musical (2011)                    | Melhor posição |
| ---------------------------------------- | -------------- |
| Coreia do Sul - Gaon International Chart | 85             |
| Reino Unido - UK Singles Chart           | 122            |
| Reino Unido - UK R&B Singles Chart       | 34             |

## Créditos
Todo o processo de elaboração da canção atribui os seguintes créditos pessoais:
- Rihanna – vocalista principal, composição;
- Terius Nash - composição;
- James Hetfield - composição;
- Lars Ulrich - composição;
- William Kennard, Saul Milton - composição, produção;
- Marcos Tovar - gravação vocal;
- Jennifer Rosales - assistência de gravação vocal;
- Kevin KD Davis - mistura;
- Calvin Bailiff - assistência de engenharia de mistura.

- Contém interpolações de "Wherever I May Roam", escrita por James Hetfield e Lars Ulrich, publicada por Creeping Death Music (ASCAP).
- Contém interpolações de "Saxon", escrita por Will Kennard e Saul Milton", escrita por James Hetfield e Lars Ulrich, publicada pela Universal Music Publishing (ASCAP).